# Leucoloma sieberianum
Leucoloma sieberianum là một loài rêu trong họ Dicranaceae. Loài này được Hornsch. A. Jaeger mô tả khoa học đầu tiên năm 1872.